# بول دوغلاس (ممثل)
بول دوغلاس (بالإنجليزية: Paul Douglas)‏ مواليد 11 أبريل 1907 في فيلادلفيا - الوفاة 11 سبتمبر 1959 في هوليوود، الولايات المتحدة، هو ممثل أمريكي بدأ مسيرته الفنية سنة 1936. فاز بجائزة المسرح العالمي.

## الأعمال
- رسالة لثلاث زوجات
- ذعر بالشوارع

## روابط خارجية
- بول دوغلاس على موقع IMDb (الإنجليزية)
- بول دوغلاس على موقع ميوزك برينز (الإنجليزية)
- بول دوغلاس على موقع أول موفي (الإنجليزية)
- بول دوغلاس على موقع قاعدة بيانات برودواي على الإنترنت (الإنجليزية)
- بول دوغلاس على موقع إن إن دي بي (الإنجليزية)
- بول دوغلاس على موقع قاعدة بيانات الفيلم (الإنجليزية)